# Geoffrey Gilmore
Pour les articles homonymes, voir Gilmore.
Geoffrey Gilmore est le président du Festival du film de Tribeca de New York.
Il était membre du jury en 2001 lors du Festival de Moscou, en 2002 lors du Festival de Shanghai, en 2003 au Festival de Berlin et en 2011 au Festival de Cannes dans la section Un certain regard.